# Boñar
Boñar település Spanyolországban, León tartományban. Lakosainak száma 1766 fő (2024).

## Földrajza
Boñar Vegaquemada, Valdepiélago, Valdelugueros, Puebla de Lillo, Reyero, Crémenes, Sabero és La Ercina községekkel határos.

## Népesség
A település lakosságának változását az alábbi diagram mutatja:
| Lakosok száma | 2560 | 2351 | 2182 | 2085 | 2048 | 1997 | 1865 | 1832 | 1823 | 1766 |
|               | 2001 | 2004 | 2007 | 2009 | 2012 | 2014 | 2017 | 2019 | 2022 | 2024 |